# Нанопротек
Нанопротек (Nanoprotec) — расположенная в Киеве украинская нефтехимическая компания, специализирующаяся на автомобильной химии, смазочных и других товаров для защиты деталей автотранспорта.

## История
Компания была создана в 2007 году в Киеве. В первые годы деятельности основным продуктом были присадки, разработанные российскими учёными Павлом Аратским и Юрием Лавровым, товарная группа включала шесть позиций.
По состоянию на апрель 2018 «Нанопротек» реализует продукцию в странах Центральной и Восточной Европы.

## Продукция
Компания производит около 150 наименований продукции, среди которых:
- смазки
- защитные составы
- нанокосметика
- технические жидкости
- топливные присадки

## Спонсорство
«Нанопротек» спонсирует соревнования по автомобильному спорту: Outox Super Cars Run, чемпионаты Украины по автослалому, OUTOX Chayka-Rally и другие.
Компания также спонсирует нескольких раллийных экипажей, дрифтовую команду Nanoprotec Number One Team и юношескую команду по автокроссу.
В 2010 году «Нанопротек» поддержала создание футбольной команды в Харькове. В 2012 году Нанопротек стала официальным спонсором харьковского хоккейного клуба «Авангард».